# Vltavická brázda
Vltavická brázda je geomorfologický podcelek v jihovýchodní části Šumavy. Rozprostírá se na ploše 136 km² a má průměrnou nadmořskou výšku 851 m. Na západě sousedí s Šumavskými pláněmi, na severu s Boubínskou hornatinou, Prachatickou hornatinou a Želnavskou hornatinou, na východě s Českokrumlovskou vrchovinou a na jihu s Trojmezenskou hornatinou. Brázda je úzkou erozně denudační sníženinou protaženou ve směru severozápad – jihovýchod, s výškovou členitostí 50 – 100 m. Je založená na směrných tektonických poruchách, omezená příkrými zlomovými svahy. Ploché dno překrývá mocný kryt zvětralin, údolní niva Vltavy a četná rašeliniště (Mrtvý luh).

## Geologická stavba
Vltavická brázda prochází téměř všemi horninovými komplexy moldanubika (biotitické granitizované ruly, ortoruly, biotitické migmatitické pararuly, svorové ruly kaplické série) a moldanubického plutonu (dvojslídný granodiorit, dvojslídná žula, porfyrovitá žula).

## Vodstvo
Vltavickou brázdou protéká Vltava, stékají se zde Teplá a Studená Vltava. Více než třetina území je zatopena Lipenskou nádrží (Lipno I, 4870 ha).